# Pandemia de COVID-19 no Chipre do Norte
Este artigo documenta os impactos da pandemia de coronavírus de 2020 no Chipre e pode não incluir todas as principais respostas e medidas contemporâneas.

## Linha do tempo
Em 10 de março, o Ministro da Saúde, Ali Pili, confirmou o primeiro caso de COVID-19 no país, sendo um turista de 65 anos de idade que havia viajado à Alemanha.
Em 12 de março, o segundo caso de infecção foi confirmado, sendo a esposa do turista alemão que havia sido previamente diagnosticado com a doença. Em 13 de março, o Chipre do Norte anunciou que 5 pessoas haviam testado positivo para o vírus. Em 17 de março, as eleições presidenciais do país foram adiadas por 6 meses devido à pandemia.